# Joel Santana
Joel Natalino Santana (né le 25 décembre 1948 à Rio de Janeiro au Brésil) est un ancien joueur, désormais entraîneur de football brésilien.

## Biographie

### Joueur
Santana a joué toute sa carrière au poste de défenseur central dans des clubs de son pays natal au Brésil dans les années 1970.
Il est surtout connu pour avoir évolué dans le club carioca du Club de Regatas Vasco da Gama. Il s'impose dans le club de sa ville natale mais n'arrivera pas à honorer de sélections pour la Seleção.
Il a également évolué dans les autres clubs de moindre importance de l'Olaria Atlético Clube et de l'América de Natal.

### Entraîneur
En 1980, il prend sa retraite en tant que joueur et entame une nouvelle carrière d'entraîneur. Il part au Moyen-Orient pour prendre la charge de l'Al Wasl Dubaï aux Émirats arabes unis.
Il retourne ensuite au pays et prend les rênes de nombreux clubs brésiliens, dont certains géants du championnat, comme son ancien club du CR Vasco da Gama, de l'América Football Club, du Fluminense Football Club, du Clube de Regatas do Flamengo ou encore du Botafogo de Futebol e Regatas (dans le championnat Carioca), ainsi qu'au Sport Club Corinthians Paulista (dans le championnat Pauliste) notamment.
Santana est l'un des rares entraîneurs à avoir remporté le championnat de Rio de Janeiro avec les quatre grands clubs de la ville (Botafogo, Flamengo, Fluminense et Vasco da Gama). 
Son style de jeu est considéré comme défensif, voulant éviter au maximum de se prendre des buts.
Santana eut également d'autres périodes à l'étranger en Arabie saoudite (Al Hilal FC et Al Nasr Riyad) et au Japon en J-League (Vegalta Sendai).
En 2004, Santana arrive à sauver le Vasco da Gama de la relégation en Campeonato Brasileiro Série B lors de sa quatrième période au club en tant qu'entraîneur. Un an plus tard, il rejoint Flamengo et leur évite également la relégation. 
Il acquiert alors la réputation d'un artiste sauveur, capable de sauver des équipes de la relégation.
Il retourne à Flamengo en 2007 avec le même but. Il dépasse même son objectif, en atteignant la 3e place du championnat, synonyme de qualifications pour la Copa Libertadores 2008.
En avril 2008, Santana remplace son compatriote Carlos Alberto Parreira en tant que sélectionneur de l'équipe d'Afrique du Sud, sur recommandation de Parreira lui-même qui quitta l'équipe pour des raisons personnelles. 
En octobre 2009, Santana est dispensé de ses fonctions de sélectionneur pour cause de mauvais résultats (notamment 8 défaites lors de ses 9 derniers matchs avec les Bafana Bafana),.

## Palmarès

### Palmarès de joueur
América de Natal
- Campeonato Potiguar : 1974, 1977, 1979, 1980

 Vasco da Gama
- Campeonato Brasileiro Série A : 1974
- Campeonato Carioca : 1970

### Palmarès d'entraîneur
Bahia
- Campeonato Baiano : 1994, 1999

 Botafogo
- Campeonato Carioca : 1997, 2010

 Flamengo
- Campeonato Carioca : 1996, 2008

 Fluminense
- Campeonato Carioca : 1995

 Vasco da Gama
- Copa Mercosur : 2000
- Campeonato Brasileiro Série A : 2000
- Campeonato Carioca : 1992, 1993

 Vitória
- Campeonato Baiano : 2003
- Supercampeonato Baiano : 2002

 Afrique du Sud
- Coupe des confédérations 2009 : 4e place